# Rene Bond
Rene Bond (11 d'octubre de 1950 - 2 de juny de 1996) va ser una actriu i intèrpret de cinema estatunidenca. Bond va començar la seva carrera d'actriu en pel·lícules d'explotació de porno tou produïdes per Harry Novak a finals dels anys 60 abans de passar al porno dur a principis dels 70. Va estar activa en l'escena pornografia de Los Angeles dels anys setanta, apareixent en més de 80 pel·lícules. Es va destacar per la seva figura menuda i va transmetre innocència o ingenuïtat en el seu enfocament d'actuació.

## Carrera
Bond va protagonitzar una sèrie de pel·lícules softcore explotació i sexplotació, inclosa The Jekyll and Hyde Portfolio (1971).
Bond va ser una de les primeres actrius porno a aconseguir implants mamaris. En una entrevista de 1977, va declarar que aquesta decisió es va donar en resposta al "Fetitxisme de mama nord-americà", i va afirmar que se li van oferir més papers en pel·lícules com a resultat dels implants. A mitjans dels anys 70, havia creat la seva pròpia empresa de comandes per correu, venent fotos d'ella mateixa i diapositives del seu treball. Els seus pares eren conscients de la seva feina i l'acompanyaven quan actuava en espectacles de burlesque i striptease. Durant aquests espectacles, Bond va convidar el seu pare a l'escenari, on va tocar la cançó "My Heart Belongs to Daddy".
Bond fou introduïda al Saló de la fama d'AVN i al Saló de la Fama de XRCO.

## Anys posteriors i mort
Després de retirar-se de l'actuació a finals de la dècada de 1970, Bond es va casar per tercera vegada i va residir a Las Vegas. El 2 de juny de 1996 va morir de cirrosi hepàtica als 45 anys.

## Filmografia (selecció)
- 1970: Country Hooker de Lew Guinn
- 1970 : Country Cuzzins de Bethel Buckalew
- 1971: The Jekyll and Hyde Portfolio d'Eric Jeffrey Haims
- 1971 : Necromania d'Ed Wood.
- 1971 : Touch Me d'Anthony Spinelli.
- 1971 : The Hawaiian Split de Robert E. Pearson : Lady Godiva
- 1976: Fantasm : Felicity
- 1976 : Cream Rinse de R.J. Doyle, Diane Carter
- 1976 : Panama Red de Bob Chinn, Shari
- 1977: The Boob Tube Strikes Again! de Lee Frost, invitada a la festa
- 2004 : Rene Bond - Sex Kitten, Alpha Blue (Compilació)
- 2004 : Rene Bond Collection, Alpha Blue (Compilació)